# Woon Khe Wei
Woon Khe Wei (n. 19 març 1989 a Selangor) és una esportista malàisia que competeix en bàdminton en la categoria de dobles. La seva parella actual és Vivian Hoo Kah Mun. Juntes, són classificades en Núm. 11 mundial.